# Les Hussards (film)
Pour les articles homonymes, voir Hussard (homonymie).
 (décembre 2021).
- Si vous ne connaissez pas le sujet, laissez ce bandeau (vous pouvez alors contacter les auteurs).
- Si vous supprimez le contenu mis en cause (vous pouvez préalablement contacter les auteurs),

argumentez précisément cette suppression dans la page de discussion
(un manque de référence n'est pas un argument ; une recherche réelle de référence doit avoir été effectuée, être formellement documentée).
Pour plus de détails, voir Fiche technique et Distribution.
Les Hussards est un film français réalisé par Alex Joffé, sorti en 1955, adaptation de la pièce de théâtre éponyme de Pierre-Aristide Bréal.

## Résumé
L'action du film se passe durant la campagne d'Italie (1796-1797). Une compagnie de hussards approche d'un petit village d'agriculteurs italiens dans le Piémont. Le brigadier Le Gouce (Bernard Blier) et le soldat Flicot (Bourvil) sont envoyés en éclaireurs pour chercher d'éventuels francs-tireurs. Pour satisfaire un besoin naturel, ils descendent de cheval et s'éloignent de quelques mètres de leurs montures. Grave erreur, car deux jeunes amoureux (Giani Esposito et Virna Lisi) cachés dans les fourrés font fuir leurs chevaux. Or un hussard qui perd son cheval perd son honneur et porte également gravement atteinte à l'honneur du corps des Hussards. Dépités et à pied, ils partent alors vers le village à la recherche de leurs chevaux et du coupable. Mais ils sont précédés par les deux amoureux et par quelques villageoises qui courent tous au village répandre l'annonce de l'arrivée des français dans la région et de l'entrée de soldats dans le village. Tous les villageois sont terrorisés car les armées révolutionnaires semaient une véritable terreur, et étaient connus pour leur comportement sanguinaire, leur violence envers les hommes et leurs viols des femmes (origine de l'expression « l'amour à la hussarde »). Mais Le Gouce et Flicot ne sont que deux hommes braves et naïfs, enrôlés de force dans l'armée révolutionnaire française. Le Gouce et Flicot sont donc tout sauf des soldats téméraires et sanguinaires...
Arrivés au village ils cherchent simplement le coupable de la fuite de leurs montures et tentent surtout de retrouver leurs chevaux, sans violence et en essayant de parler avec les villageois malgré la barrière des langues. Or le reste de la compagnie sous le commandement du capitaine Georges (Georges Wilson) entre à son tour au village, à la recherche des deux hussards disparus, les croyant tués par des francs-tireurs du village. Le capitaine Georges ne tarde pas à retrouver les deux énergumènes au comportement bien peu compatible avec celui d'un occupant en terre ennemie. Craignant une réprimande du capitaine Georges, pour ne pas avouer qu'ils ont été stupidement défaits de leurs chevaux en ayant mis pied à terre pour soulager leur vessie, ils prétendent avoir été attaqués par un franc-tireur qu'ils n'arrivent pas à identifier et à retrouver. Mensonge lourd de conséquences qui provoque la prise des villageois en otage par les soldats. Après cette décision du capitaine, les deux piètres hussards sont rongés par leur conscience, hésitant longuement entre avouer la vérité et perdre définitivement leur honneur, ou persister à mentir pour sauver leur semblant d'honneur et préserver leur vie (car ils risquent le peloton d'exécution pour avoir menti à leur hiérarchie, mais aussi pour avoir perdu leurs chevaux). Ils tentent, avec l'aide d'une villageoise, Cosima (Giovanna Ralli), de trouver une solution. Ils finissent par avouer et sont conduits au peloton d'exécution. Mais une attaque soudaine des Autrichiens au moment de leur exécution réduit à néant la compagnie... à l'exception de nos deux héros. Quelques heures plus tard, Bonaparte lance une contre-offensive qui bien que trop tardive repousse les Autrichiens hors du village. Le Gouce et Flicot, seuls rescapés de la compagnie du capitaine Georges, sont décorés au village par Bonaparte lui-même. Et Flicot qui est tombé amoureux de Cosima lui promet de revenir quand la guerre sera finie...

## Fiche technique
- Réalisation : Alex Joffé
- Scénario : d'après la pièce Les Hussards de Pierre-Aristide Bréal
- Adaptation et dialogues : Pierre-Aristide Bréal, Alex Joffé, Gabriel Arout
- Photographie : Jean-Serge Bourgoin, assisté d'Andréas Winding
- Cadreur : Gilbert Chain, assisté de Jacques Chotel
- Musique : Georges Auric, orchestre dirigé par Jacques Météhen
- Chanson : Il y a moins d'eau dans les fontaines sur des paroles de Jacques Larue (éditions nouvelles : Méridian)
- Décors : Robert Clavel, assisté d'Henri Morin et René Calviera
- Son : Jacques Lebreton, Charles Ackerman (perchman), Fernand Janisse (recorder)
- Costumes : Rosine Delamare, assistée de Frédéric Junker
- Assistants réalisateur : Jean Bacque et Jacques Rouffio, Jean Vigne (stagiaire)
- Effets spéciaux : Nicolas Wilcke
- Montage : Henri Rust
- Photographe de plateau : Raymond Heil
- Scripte : Suzanne Durrenberger
- Production : Ignace Morgenstern
- Sociétés de production : Cocinor, Cocinex, SEDIF Productions
- Pays d'origine :  France
- Tournage : 4 mai au 6 août 1955, à Lagny-sur-Marne (Seine-et-Marne) et dans les studios de Boulogne
- Enregistrement : Westrex Company, société Optiphone
- Distribution : Cocinor
- Format : Noir et blanc - 1,37:1 - 35 mm - Son mono
- Genre : Comédie historique
- Durée : 102 minutes
- Sortie :
  - France : 14 décembre 1955
  - Belgique : 20 janvier 1956

## Distribution
- Bernard Blier : le brigadier Le Gouce
- Giovanna Ralli : Cosima
- Bourvil : le trompette Jean-Louis Flicot
- Georges Wilson : le capitaine Georges
- Louis de Funès : le bedeau Luigi
- Clelia Matania : Maria Luppi
- Virna Lisi : Elisa
- Alberto Bonucci : Raphaël
- Carlo Campanini : Luppi
- Giani Esposito : Pietro
- Marcel Daxely : Giacomo, le berger
- Francesco Pesce : le curé
- Jean-Marie Amato : Carotti, le bottier
- François Darbon : Ribadeau, l'ordonnance du capitaine
- Stéphane Henry :
- Guy Pierrault : le soldat qui compte les chevaux
- Maurice Chevit : le hussard Camille
- Catherine Le Couey : Angelina
- Solange Certain : Julietta

Non crédités :
- Jess Hahn : un hussard
- Albert Rémy : un hussard
- Roger Hanin : un soldat
- Jean Lanier : le colonel
- Rosy Varte : Juliette
- Paul Préboist
- Louise Roblin
- Georges Montant
- André Weber

## Contexte historique
Le 7 Germinal, An IV (27 mars 1796), le général Bonaparte prend le commandement en chef de l'Armée d'Italie à la tête de 30 000 hommes face à une armée piémontaise et autrichienne composée de 70 000 hommes. Bonaparte n'a pas le choix : il faudra que son armée soit déterminée, sanglante et cruelle pour pouvoir tenir contre une armée adverse comptant plus du double d'effectifs... sans compter les soutiens des populations civiles italiennes évidemment acquises à la cause des armées composées de leurs parents, frères et fils. Pour la première fois dans l'Histoire, Bonaparte fait alors appuyer les troupes de fantassins par l'artillerie (les célèbres canons de Gribeauval, capables de tuer jusqu'à 2 km et à raison de deux tirs par minute pour chaque canon), ce que montrent les premières images du film. L'armée napoléonienne devra être sans état d'âme pour les populations adverses, et les soldats partent avec, de la part de Bonaparte, des promesses d'avenir radieux et paisible dans les pays occupés une fois la paix revenue, ce que montre également le début du film montrant Bonaparte préparant un discours à ses troupes sous une tente de campagne.
Le panneau introductif, première image du film, contient une erreur de date. Il indique le « Premier Germinal, An IV » comme date de prise de commandement du général Bonaparte de l'Armée d'Italie. La date historique exacte n'est pas le 1er mais le 7 Germinal de l'An IV.

## La comédie
De nombreux mots d'esprit et moments d'humour émaillent les dialogues et le scénario du film. Film qui insiste également de façon soutenue sur la conscience et la morale humaine de ces deux héros de l'histoire, tous les éléments du film étant des conséquences de leurs remords et de leur mauvaise conscience, refusant de faire exécuter des innocents à leur place.

## Critiques
« Les Hussards est un des bons films de l'année 1955 et, parmi les comiques, à coup sûr le meilleur. (...)  Pour une comédie, le réalisme ne fait qu'ajouter à sa saveur. Il y a une certaine forme de comique qui n'en éclate que mieux dans un contexte authentique. C'est typiquement le cas des Hussards et cela explique en partie le son insolite que rend le film. »

— Jacques Doniol-Valcroze, Cahiers du cinéma n° 56, février 1956